# Hong Un-jong
Hong Un-jong (n. 9 martie 1989, Hamgyong⁠(d), Dinastia Joseon) este o gimnastă artistică ce a reprezentat Coreea de Nord, medaliată olimpică. A participat la 2 ediții ale Jocurilor Olimpice (2008, 2016) în care a câștigat o medalie de aur.